# Rollin Feitshans
Frederick Rollin Feitshans (* 4. März 1881 in Illinois; † 11. Januar 1952 in Los Angeles, Kalifornien) war ein US-amerikanischer Tennisspieler.

## Biografie
Feitshans nahm an den Olympischen Sommerspielen 1904 in St. Louis am Tenniswettbewerb teil. Im Einzel besiegte er nach einem Freilos zum Auftakt Joseph Charles, ehe er im Achtelfinale John Neely unterlag.  Im Doppel ging er nicht an den Start. Sein einziges weiteres Tennisresultat ist seine Erstrundenniederlage 1912 bei den US Championships.
Feitshans kam aus Illinois, zog aber kurz nach den Spielen 1904 nach Los Angeles, wo er verschiedene Verwaltungsberufe annahm. Von 1921 bis 1925 war er Leiter der Stadtplanung, von 1923 bis 1927 außerdem Mitglied des Bildungsministeriums. Von 1925 bis 1939 war er zusätzlich im Board of Trust tätig.
Die Familie von Feitshans kam in Hollywood zu Bekanntheit. Sein Sohn Fred R. Feitshans junior (1909–1987) war ein Filmeditor, der für den Film Wild in den Straßen eine Oscar-Nominierung erhielt. Auch sein Enkel Buzz Feitshans sowie sein Urenkel Buzz Feitshans IV arbeiteten in der Filmbranche.